# Anangaranga
Anangaranga (Scena miłości) – indyjski podręcznik miłości autorstwa Kaljanamalli, pochodzący z XV bądź XVI wieku n.e.. Dzieło porównywane do Kamasutry przetłumaczone na język angielski w roku 1885 przez Sir Richarda Francisa Burtona.

## Główne tezy dzieła
- posiadanie pięknej kobiety jest szczęściem
- szacunek jest podstawą miłości
- pogarda jest głupotą poniżej godności ludzkiej
- miłość i seksualność są w bezpośrednim związku
- istnieją 32 seksualne aspekty miłości

## Rozdziały i ich zawartość
- rozdział I – rodzaje kobiecości
- rozdział II – rodzaje uczuć miłosnych
- rozdział III – relacje pomiędzy męskością i kobiecością
- rozdział IV – temperament kobiet
- rozdział V – rodzaje kobiecości poza Indiami
- rozdział VI – Vashikarana
- rozdział VII – znaki płciowości
- rozdział VIII – przyjemności zewnętrzne
- rozdział IX – przyjemności wewnętrzne
- dodatek I – astrologia w kontekście małżeństwa
- dodatek II – receptury alchemiczne